# Fuzzy Logic (album)
Fuzzy Logic je první studiové album velšské rockové skupiny Super Furry Animals. Vydalo jej dne 20. května 1996 hudební vydavatelství Creation Records a spolu se členy kapely jej produkoval Gorwel Owen. Nahráno bylo ve studiu Rockfield Studios nedaleko vesnice Rockfield. V žebříčku UK Albums Chart se album umístilo na 23. příčce.

## Seznam skladeb
Autory všech skladeb jsou členové skupiny Super Furry Animals.
| Pořadí | Název                               | Délka |
| ------ | ----------------------------------- | ----- |
| 1.     | God! Show Me Magic                  | 1:50  |
| 2.     | Fuzzy Birds                         | 2:28  |
| 3.     | Something for the Weekend           | 2:33  |
| 4.     | Frisbee                             | 2:22  |
| 5.     | Hometown Unicorn                    | 3:33  |
| 6.     | Gathering Moss                      | 3:22  |
| 7.     | If You Don't Want Me to Destroy You | 3:17  |
| 8.     | Bad Behaviour                       | 4:26  |
| 9.     | Mario Man                           | 4:08  |
| 10.    | Hangin' with Howard Marks           | 4:20  |
| 11.    | Long Gone                           | 5:20  |
| 12.    | For Now and Ever                    | 3:33  |

| Bonusy na reedici z roku 2005 | Bonusy na reedici z roku 2005    | Bonusy na reedici z roku 2005 |
| Pořadí                        | Název                            | Délka                         |
| ----------------------------- | -------------------------------- | ----------------------------- |
| 13.                           | Organ yn Dy Geg                  | 2:56                          |
| 14.                           | Crys Ti                          | 1:56                          |
| 15.                           | Lazy Life (of No Fixed Identity) | 2:15                          |
| 16.                           | Death by Melody                  | 2:32                          |
| 17.                           | "Waiting to Happen               | 2:34                          |

## Obsazení
Super Furry Animals
- Gruff Rhys – zpěv, kytara
- Dafydd Ieuan – bicí, perkuse, klavír, zpěv
- Cian Ciarán – klávesy, zpěv
- Guto Pryce – baskytara, varhany, zpěv
- Huw Bunford – kytara, violoncello, zpěv

Ostatní hudebníci
- Gorwel Owen – klavír, varhany
- Jez Francis – klavír
- Matthew Everett – housle
- Chris Williams – housle
- Helen Spargo – viola
- Catherine Tanner – violoncello
- Martin Smith – trubka, horn
- Simon James – saxofon, flétna
- Andrew Frizell – saxofon, pozoun, zobcová flétna
- Lindsay Higgs – balalajka
- Rhys Ifans a Dic Ben – hlasy na relefonním záznamníku v „Long Gone“